# Dobrodošli (skladba, Nina Žižić)
»Dobrodošli« (črnogorsko: [dɔbrɔˈdɔʃli]) je pesem črnogorska pevke Nine Žižić, s katero bo zastopala Črno Goro na Pesmi Evrovizije 2025. Pesem sta napisala Boris Subotić in Violeta Mihajlovska Milić, producent pa je bil Darko Dimitrov.

## Pesem Evrovizije
Radiotelevizija Črne Gore je 10. oktobra 2024 objavila, da je pesem »Dobrodošli« v izvedbi Nine Žižić ena izmed 16 tekmovalnih pesmi na Montesongu 2024, nacionalnem izboru Črne Gore za Pesem Evrovizije 2025. Na izboru 27. novembra 2024 je pesem osvojila prvo mesto po mnenju žirije in četrto mesto po mnenju gledalcev. V skupnem seštevku je končala na drugem mestu, eno točko za zmagovalno pesmijo »Clickbait« skupine Neonoen. Vendar so 4. decembra 2024 Neonoen odstopili od nastopa, zaradi kršitve pravil, saj so pesem pred tem že predvajali. 8. decembra 2024 je bila Nina Žižić razglašena za predstavnico Črne gore na Pesmi Evrovizije 2025.